# Новокщёнова, Ольга Николаевна
Ольга Николаевна Новокщёнова (род. 29 ноября 1974 года, Москва, СССР) — российская синхронистка, шестикратная чемпионка Европы (1993, 1995, 1997, 1999, 2000, 2004), чемпионка мира (1998), двукратная чемпионка Олимпийских игр (2000, 2004) в групповых упражнениях. Заслуженный мастер спорта России (2000).

## Биография
Родилась в Москве. В 1996 году окончила Санкт-Петербургский государственный университет физической культуры имени П. Ф. Лесгафта.
Начала заниматься синхронным плаванием в 1983 году под руководством Ольги Васильченко. В дальнейшем с ней также стала работать Светлана Волкова. В составе сборной России с 1992 года. Чемпионка Олимпийских игр 2000 и 2004 годов в групповых упражнениях. Участница Олимпийских игр 1996 года (4-е место). Чемпионка мира 1998 года. Обладательница Кубка мира в 1997 и 1999 годах. Бронзовый призёр Кубка мира 1995 года. Чемпионка Европы в 1993, 1995, 1997, 1999, 2000 и 2004 годах в групповых упражнениях. Победительница Кубка Европы 1998 года в групповых упражнениях. Выступала за Московское городское физкультурное объединение Москомспорта («МГФСО»).
Завершила спортивную карьеру в 2004 году.

## Награды
- Орден Почёта (4 ноября 2005) — За большой вклад в развитие физической культуры и спорта, высокие спортивные достижения на Играх XXVIII Олимпиады 2004 года в Афинах[1]
- Орден Дружбы (19 апреля 2001 года) — за большой вклад в развитие физической культуры и спорта, высокие спортивные достижения на Играх XXVII Олимпиады 2000 года в Сиднее[2].